# În zilele cometei
În zilele cometei (titlu original In the days of the comet) este un roman science fiction scris de H. G. Wells, publicat pentru prima dată în 1906.

## Intriga
Romanul descrie o perioadă fictivă a istoriei Marii Britanii, marcată pe de o parte de declararea războiului cu Germania, și pe de altă parte de omniprezența unei comete verzi, deosebit de luminoasă, pe cer. În acest context evoluează protagonistul romanului, William "Willie" Leadford, un tânăr socialist convins: scandalizat de condițiile de trai ale clasei muncitoare, el aspiră la o revoluție care ar schimba ordinea societății și ar duce la distrugerea civilizației industriale.
În paralel, William se îndrăgostește de o tânără care aparține clasei de mijloc, Nettie Stuart. Aceasta are însa o relație cu un bărbat aparținând înaltei societăți (Edward Verral) și sfârșește prin a fugi cu acesta. Atunci când William descoperă trădarea lui Nettie, el decide să își achiziționeze un revolver pentru a-i ucide pe cei doi amanți. El îi urmărește până într-o localitate de pe malul mării dar, înainte de a-i putea împușca, doua nave de război germane apar la orizont și încep sa bombardeze țărmul. În mijlocul acestui haos, și cometa de pe cer începe să se topească, generând o ceață deasă care îi învăluie pe locuitori. William este și el învăluit de ceață și devine inconștient.
Atunci când se trezește, el se simte însa regenerat și extrem de lucid, ca și cum simțurile sale ar fi acum de o mai mare acuitate. Își dă seama că furia sa precedentă, atât împotriva lui Nettie, cât și, la modul general, împotriva societății, nu avea niciun rost. Discutând cu alți oameni care au fost și ei « transformați » de cometă, el își dă seama ca a avut loc o Mare Schimbare, care a adus în mod inexplicabil la o mai mare înțelegere între oameni. În ultimele capitole, consecințele acestei schimbări sunt concretizate: societatea decide, prin consens, sa renunțe la titluri de noblețe, la frontiere și la forțele armate. Războiul ia sfârșit, și complexele industriale care exploatau muncitorii și poluau mediul înconjurător la începutul romanului sunt închise. Sfârșitul romanului îl găsește pe William la vârsta de 72 de ani, printre ultimii oameni care își mai aduc aminte de Lumea Veche, adică de lumea care a precedat Marea Schimbare.

### Capitolele cărții
| - Prolog: Omul din turn Cartea întâiCOMETA - Capitolul I: Pulbere în umbră - Capitolul II: Nettle - Capitolul III: Revolvere - Capitolul IV: Război - Capitolul V: În urmărirea celor doi îndrăgostiți Cartea a douaABURII VERZI - Capitolul I: Schimbarea | - Capitolul II: Deșteptarea - Capitolul III: Consiliul de cabinet Partea a treiaLUMEA NOUĂ - Capitolul I: Dragostea după Schimbare - Capitolul II: Ultimele zile ale mamei - Capitolul III: Sărbătoarea focului și Ajunul Anului Nou - Epilog: Fereastra turnului |

## Personaje
- William "Willie" Leadford - La începutul romanului, William are aproximativ 19 ani. Este student și locuiește în orașul industrial Clayton, în Marea Britanie.
- Nettie Stuart - Nettie este prietena din copilărie a lui William, iar pe timpul adolescenței cei doi își fac planuri de a se căsători. Însă odată plecat la studii, William începe să se schimbe și opiniile sale politice radicale o determină pe Nettie să se despartă de el. Nettie se îndrăgostește atunci de fiul familiei Verral, familie la care tatăl lui Nettie lucrează ca grădinar.
- Edward Verral - Familia Verral aparține înaltei societăți. Edward Verral este fiul unei văduve bogate, și se îndrăgostește pe parcursul romanului de Nettie Stuart, fiica grădinarului casei.

## Utopia și distopia
În carte, lumea este adesea descrisă ca fiind coruptă, stricată și oribilă, fără a avea vreo șansă cu politicienii corupți care nu fac nimic pentru oamenii care trăiesc în condiții vitrege de sărăcie, greutăți și abuz, lucru care este schimbat de gazul verde al cometei. Toți oamenii încep să privească lumea cu sinceritate, rațional, apreciind frumusețea ei.
Ura, neîncrederea și conflictele dintre oameni sunt eliminate de Marea Schimbare, multe lucruri devenind nefolositoare și nepractice: titlurile de proprietate, granițele terestre și marine ale țărilor, mare parte a industriei, armatele, vasele de luptă și multe arme. După Marea Schimbare, cartea descrie modul în care clădirile mari au început să fie folosite ca și cantine, mansardele devin case pentru persoanele vârstnice, iar oamenii sunt învățați cum să demoleze industria grotescă pentru a începe reconstrucția noilor locuințe.

## Traduceri în limba română
- 1976 - În zilele cometei, ed. Dacia, traducere Angela Sălăgean-Nana, 312 pag.